# Clodo
Pour l'abréviation, voir Clochard.
Pour l’article ayant un titre homophone, voir CLODO.
Pour plus de détails, voir Fiche technique et Distribution.
Clodo est un film français réalisé par Georges Clair, tourné en 1970 , mais sorti seulement en 1975 — après avoir été racheté — dans une version remontée sous le titre Clodo et les Vicieuses, afin d'en faire une comédie à caractère pornographique.

## Synopsis
Clodo est un chien qui vit à Montmartre dans une famille sur le point de partir en vacances : il est abandonné sur le bord de la route et va vivre alors d'étonnantes aventures...

## Fiche technique
- Réalisation : Georges Clair
- Scénario : Georges Clair
- Adaptation et dialogues : Georges Clair, Christian Vebel, Robert Pouderou
- Photographie : Gérard Brisseau
- Montage : Henri Jacques
- Musique : Pierre Alain
  - Chanson du film : Clodo[1],[2] - parolier : Christian Vebel / musique : Raymond Legrand / interprète Nanou
  - Orchestration : Raymond Legrand
- Son : Jean Guesnard
- Directeur de production : René Pascal
- Régisseur général : Jacques Baratier
- Pays d'origine :  France
- Langue originale : français
- Format : couleur (Eastmancolor) - 35 mm - 2,53:1 -  son mono
- Genre : Comédie (1970) ; devenue film pornographique en 1975
- Durée : 88 minutes

## Distribution
- Raymond Souplex : le curé
- Pauline Carton : Mme Bijou, la concierge
- Roger Nicolas : le senor Doudou
- Arlène Clair : Arlène, la fille du colonel
- Georges Clair : Fabien
- Colette Renard : Mme Olga, la patronne du restaurant
- Christian Vebel : la mère Chicon
- Henri Lambert : Gaspard
- Charles Bayard : le colonel
- Max Desrau : Mr Henri
- Bourvil : Gaston, le père vivant sur le tableau (simple apparition)
- Jacques Jouanneau : la voix du chien Clodo

## À noter
- Le film ne connut pas de distribution commerciale à l'époque de sa réalisation. En 1975, il fut remonté, agrémenté de scènes pornographiques, sous le titre Clodo et les Vicieuses[3]. Le film connut une distribution très confidentielle en VHS, sous sa version initiale, dans les années 1990, et fut projeté en 2001 au cinéma parisien Le Brady[4], en 2012 au festival Extrême Cinéma à la Cinémathèque de Toulouse et en juin 2014 lors de la Nuit Excentrique à la Cinémathèque française[5].
- La chanson principale du film figure sur un 45 tours caritatif vendu au profit de la SPA[1],[2].
- Ce film est la dernière apparition cinématographique de Bourvil avant sa mort, survenue peu de temps après le tournage, dans un petit rôle accepté par amitié envers Georges Clair[5]. Bourvil a tourné sa courte scène en une journée, en juillet, quelque temps après le tournage du Mur de l'Atlantique. Malade d'un cancer, sa voix était si altérée que Georges Clair a dû le doubler.